# 具志頭朝盛
具志頭 朝盛（ぐしちゃん ちょうせい、万暦6年（1578年）5月20日 - 万暦38年（1610年）8月21日）は、琉球王国第二尚氏王統の摂政。尚維衡・浦添王子朝満を元祖とする向氏小禄御殿の四世で、唐名は尚宏、童名を思次郎金という。家譜や史書などで采地名の「具志頭」に接頭美称辞「大（読みはウフ）」を付して「大具志頭王子朝盛」と表記されることもある。7代尚寧王の弟。

## 概要
尚真王代（1476年 - 1526年）に廃嫡された尚維衡・浦添王子朝満の曾孫であるが、6代尚永王が薨じたとき、推されて長兄：尚寧が践祚し、これによって朝盛は王弟となり王子位に陞った。のちに父親である尚懿・与那城王子朝賢も、王の父たるをもって王号を追贈されている。
また兄王のもと摂政に任じられたが、これは第二尚氏の時代における最初の摂政であった。

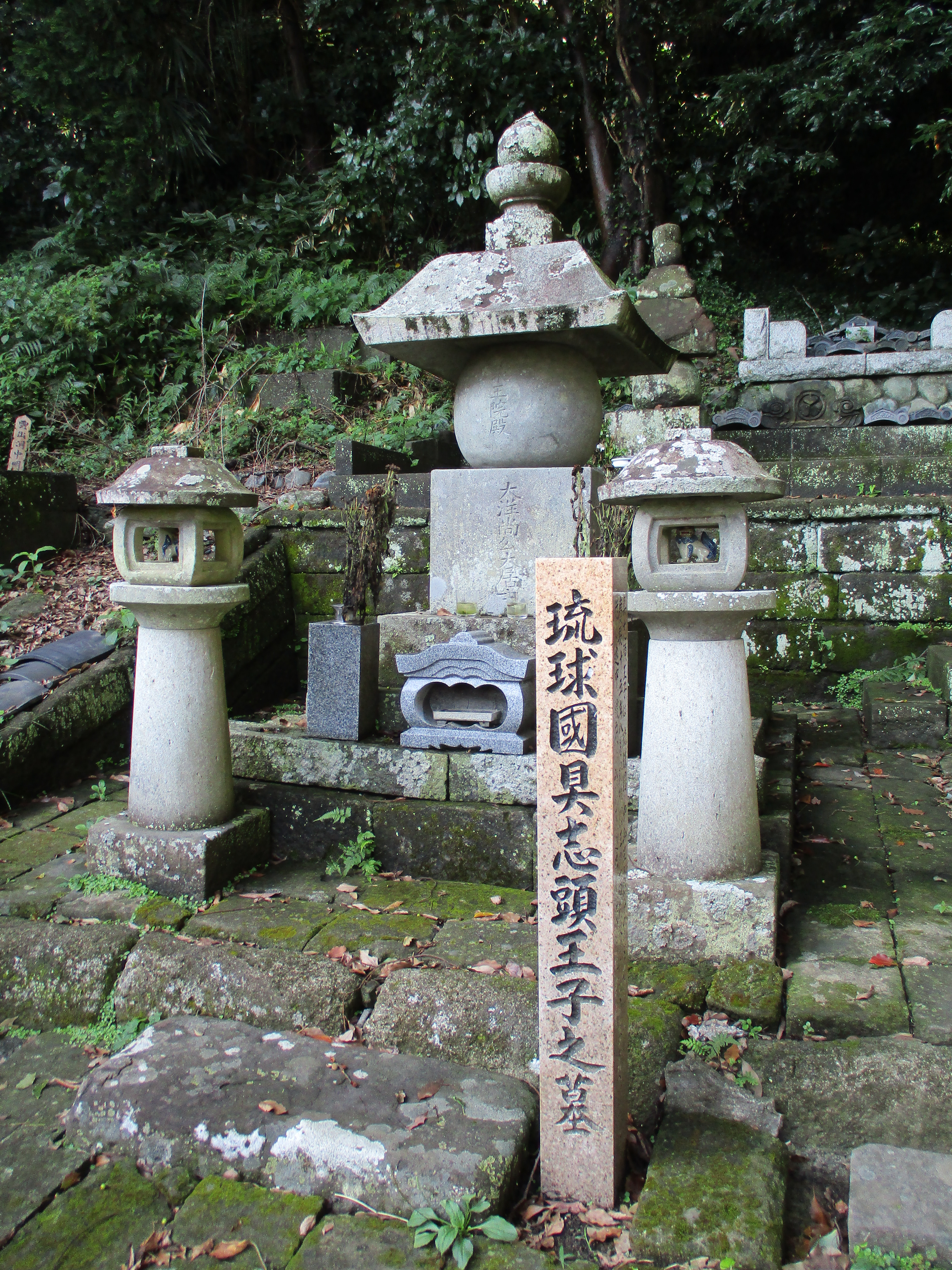
清見寺にある墓(2022年10月撮影)

1609年の薩摩藩の琉球侵攻にさいしては和議の使者としてこれにあたり、その後兄王が薩摩へ連行されるときには随行し輔弼した。のち一旦帰国するも再度薩摩へ赴き、翌1610年に兄王ともども島津家久に伴われて江戸へむかうが、駿府で徳川家康に謁したのち、二週間ほどで病をえて同地で亡くなった。家康はその死を哀れみ特に命じて葬礼を行わせた。駿府（駿河）の清見寺に葬られ、俗に駿河王子と呼ばれるようになった。清見寺は東海道沿いにあり、後代の江戸上りの使者はその途上でここを詣でるのが慣例になったのが、諸史料からうかがえる。この墓所については司馬江漢の『江漢西遊日記』にも言及が見える。
墓所は現存し、たびたび墓前で慰霊祭などが行われる（近年では2001年の*追善供養、2004年の御座楽奉納演奏など）が、遺骨は廃藩置県後に子孫によって沖縄の小禄御殿墓に移葬されているようである。この時、分骨されたのかは詳かではない。

## 系譜
父：尚懿・与那城王子朝賢の二男一女中の第二子次男として生まれる（母は首里大君加那志）。廃嫡の憂き目にあった系祖の尚維衡・浦添王子朝満は朝盛からみると曾祖父にあたる。正室のほか妾が一人おり、子は二男一女がある。正室：思戸金・恵郎部阿応理屋恵按司との子が長男と長女で、妾：思戸金（朝盛の領していた具志頭間切の出自）との子が次男である。長女の真銭金はのちの8代王である尚豊王に嫁いだ。
- 父：尚懿・与那城王子朝賢
- 母：童名不詳・首里大君加那志（号は一枝。父は尚元王）
  - 兄（長男）：尚寧　（第二尚氏王統7代王）
  - 妹（長女）：真加戸樽金按司　（英氏渡慶次里之子重張に嫁ぐ）
    - 妹の長男：英助祖・恵祖親方重政
      - 妹の孫（重政の子）：英常春・恵祖親方重孝

- 室：思戸金・恵郎部阿応理屋恵按司　（穆氏具志川親雲上昌娟の娘）
  - 長女：真銭金・我謝上森按司加那志　（第二尚氏王統8代尚豊王に嫁ぐ）
  - 長男：尚林・具志頭王子朝誠
- 妾：思戸金　（号は蓮渓。具志頭間切与座村の多賀良掟親雲上の娘）
  - 次男：向伊嘏・島尻大里親方朝成

## 経歴（月日は旧暦）
- 1578年（万暦6）5月20日　生まれる。
- 158?年-1588年（尚永王代）　この間に具志頭間切の総地頭となる（→向宏・具志頭按司朝盛）。
- 1589年（万暦17）　兄の尚寧が践祚したことに伴い、王子位に陞る（→尚宏・具志頭王子朝盛）。またのち摂政となる。
- 1597年（万暦25）　長女：真銭金・我謝上森按司加那志が生まれる。
- 1599年（万暦27）3月8日　長男：尚林・具志頭王子朝誠が生まれる。
- 1609年（万暦37）2月6日　薩摩軍が鹿児島を出発し、3月25日には沖縄島北部に到達。この間に折衝の担当官となる。
  - 4月1日　薩摩軍が那覇港に到達し、親見世で和議を結ぶ（降伏する）。
  - 4月5日　兄王：尚寧が下城する。
  - 5月15日　薩摩へ向け那覇港を出発する。
  - 9月12日　島津家久から中国との進貢貿易を中断させないため、毛鳳儀・池城親方安頼とともに帰国を命ぜられる。
  - 9月30日　鹿児島城下から出発する。
  - 11月下旬　帰国。
- 1610年（万暦38）閏3月20日　改めて薩摩へ到着する。
  - 4月11日　江戸へ向け出発する。
  - 8月9日　駿府城で徳川家康に謁見する。
  - 8月21日　病没（享年33）。
  - 8月24日　清見寺墓所に葬られる。

## 登場作品
- 『琉球の風』（1993年1月～6月、NHK大河ドラマ、演：青木海→哀川翔（吹き替え：大湾満））